# Iwan Kołbanow
Iwan Ołeksandrowycz Kołbanow, ukr. Іван Олександрович Колбанов, ros. Иван Александрович Колбанов, Iwan Aleksandrowicz Kołbanow (ur. 23 lipca?/5 sierpnia 1910 w Mikołajowie, zm. 1972 tamże) – ukraiński piłkarz, grający na pozycji napastnika, trener piłkarski.

## Kariera piłkarska
W 1936 rozpoczął karierę piłkarską w drużynie Zakładu im. A. Marty w Mikołajowie. W następnym roku po reorganizacji klubu został piłkarzem Sudnobudiwnyka Mikołajów. W 1938 bronił barw klubów Dynamo Mikołajów i Dynamo Odessa, ale na początku 1939 powrócił do Sudnobudiwnyka Mikołajów. Po ataku Niemiec na ZSRR został powołany do Armii Czerwonej. Po zakończeniu wojny wrócił do Sudnobudiwnyka Mikołajów, w którym zakończył karierę piłkarza w roku 1948.

## Kariera trenerska
Po zakończeniu kariery piłkarskiej rozpoczął pracę szkoleniowca. Po odrodzeniu Awanharda Mikołajów w 1953 stał na czele mikołajowskiego klubu, którym kierował do 1956. W 1956 awansował z klubem z rozgrywek amatorskich do Klasy B ZSRR, a w rozgrywkach profesjonalnych do 1959 pomagał trenerowi Ramiz Kariczewi prowadzić Awanhard Mikołajów. Potem aż do swojej śmierci trenował zespoły juniorskie Sudnobudiwnyka Mikołajów.
W 1972 zmarł po ciężkiej chorobie w Mikołajowie w wieku 62 lat.

## Sukcesy i odznaczenia

### Sukcesy piłkarskie
Dynamo Mikołajów
- brązowy medalista Mistrzostw Ukraińskiej SRR: 1938

### Sukcesy trenerskie
Awanhard Mikołajów
- awans Klasy B ZSRR: 1956

### Odznaczenia
- tytuł Zasłużonego Trenera ZSRR